# Australia na Mistrzostwach Świata w Lekkoatletyce 2013
Australia na Mistrzostwach Świata w Lekkoatletyce 2013 – reprezentacja Australii podczas czempionatu w Moskwie liczyła 45 zawodników.
W reprezentacji znalazło się dwóch medalistów igrzysk olimpijskich w Londynie – Sally Pearson (bieg na 100 metrów przez płotki) oraz Jared Tallent (chód na 50 kilometrów). Płotkarka, jako mistrzyni świata z 2011, uzyskała automatyczną kwalifikację na światowy czempionat w Moskwie, bez konieczności wypełnienia minimum.
Z grona indywidualnych medalistów ostatniej edycji mistrzostw świata w Moskwie nie wystąpił Mitchell Watt (skok w dal).

## Medaliści
| Medal | Zawodnik         | Konkurencja                       |
| ----- | ---------------- | --------------------------------- |
|       | Sally Pearson    | bieg na 100 m przez płotki kobiet |
|       | Kimberley Mickle | rzut oszczepem kobiet             |
|       | Jared Tallent    | chód na 50 km mężczyzn            |

## Występy reprezentantów Australii

### Mężczyźni

#### Konkurencje biegowe
| Konkurencja                 | Zawodnik                                                                          | Runda 1      | Runda 1 | Półfinał | Półfinał | Finał         | Finał   |
| Konkurencja                 | Zawodnik                                                                          | Rezultat     | Pozycja | Rezultat | Pozycja  | Rezultat      | Pozycja |
| --------------------------- | --------------------------------------------------------------------------------- | ------------ | ------- | -------- | -------- | ------------- | ------- |
| Bieg na 200 m               | Joshua Ross                                                                       | 21,45        | 45.     | NQ       | NQ       | NQ            | NQ      |
| Bieg na 800 m               | Alexander Rowe                                                                    | 1:45,96      | 6. q    | 1:45,80  | 13.      | NQ            | NQ      |
| Bieg na 5000 m              | Brett Robinson                                                                    | 13:25,38     | 13. q   | —        | —        | 14:03,77      | 15.     |
| Bieg na 5000 m              | Ben St. Lawrence                                                                  | 13:33,64     | 18.     | —        | —        | NQ            | NQ      |
| Bieg na 10 000 m            | Collis Birmingham                                                                 | —            | —       | —        | —        | 28:44,82 (SB) | 24.     |
| Bieg na 10 000 m            | Ben St. Lawrence                                                                  | —            | —       | —        | —        | DNS           | DNS     |
| Maraton                     | Martin Dent                                                                       | —            | —       | —        | —        | 2:17:11       | 23.     |
| Maraton                     | Shawn Forrest                                                                     | —            | —       | —        | —        | 2:39:09       | 50.     |
| Bieg na 400 m przez płotki  | Tristan Thomas                                                                    | 49,80        | 16. q   | 49,91    | 18.      | NQ            | NQ      |
| Sztafeta 4 × 100 m mężczyzn | Tim Leathart Joshua Ross Andrew McCabe Jarrod Geddes Nicolas Hough Isaac Ntiamoah | DNF          | DNF     | —        | —        | NQ            | NQ      |
| Sztafeta 4 × 400 m mężczyzn | Steven Solomon Alex Beck Craig Burns Tristan Thomas Ben Offereins Joshua Ralph    | 3:02,48 (SB) | 11. Q   | —        | —        | 3:02,26 (SB)  | 8.      |
| Chód na 20 km               | Dane Bird-Smith                                                                   | —            | —       | —        | —        | 1:23:06       | 11.     |
| Chód na 20 km               | Rhydian Cowley                                                                    | —            | —       | —        | —        | 1:33:35       | 50.     |
| Chód na 50 km               | Jared Tallent                                                                     | —            | —       | —        | —        | 3:40:03       | brąz    |
| Chód na 50 km               | Chris Erikson                                                                     | —            | —       | —        | —        | 3:49:41       | 16.     |
| Chód na 50 km               | Ian Rayson                                                                        | —            | —       | —        | —        | DSQ           | DSQ     |

#### Konkurencje techniczne
| Konkurencja    | Zawodnik         | Eliminacje | Eliminacje | Finał    | Finał   |
| Konkurencja    | Zawodnik         | Rezultat   | Pozycja    | Rezultat | Pozycja |
| -------------- | ---------------- | ---------- | ---------- | -------- | ------- |
| Skok wzwyż     | Brandon Starc    | 2,17       | 25.        | NQ       | NQ      |
| Skok w dal     | Fabrice Lapierre | NM         | NM         | NQ       | NQ      |
| Rzut dyskiem   | Julian Wruck     | 62,48      | 11. q      | 62,40    | 11.     |
| Rzut dyskiem   | Benn Harradine   | 59,68      | 20.        | NQ       | NQ      |
| Rzut oszczepem | Hamish Peacock   | 76,33      | 27.        | NQ       | NQ      |

### Kobiety

#### Konkurencje biegowe
| Konkurencja                | Zawodniczka        | Runda 1    | Runda 1 | Półfinał   | Półfinał | Finał        | Finał   |
| Konkurencja                | Zawodniczka        | Rezultat   | Pozycja | Rezultat   | Pozycja  | Rezultat     | Pozycja |
| -------------------------- | ------------------ | ---------- | ------- | ---------- | -------- | ------------ | ------- |
| Bieg na 100 m              | Melissa Breen      | 11,47      | 27.     | NQ         | NQ       | NQ           | NQ      |
| Bieg na 200 m              | Melissa Breen      | 23,95      | 39.     | NQ         | NQ       | NQ           | NQ      |
| Bieg na 400 m              | Caitlin Sargent    | 52,63      | 28.     | NQ         | NQ       | NQ           | NQ      |
| Bieg na 800 m              | Kelly Hetherington | 2:01,57    | 22.     | NQ         | NQ       | NQ           | NQ      |
| Bieg na 1500 m             | Zoe Buckman        | 4:06,99    | 3. Q    | 4:04,82    | 1. Q     | 4:05,77      | 7.      |
| Bieg na 5000 m             | Jackie Areson      | 15:40,21   | 10. q   | —          | —        | 16:08,32     | 15.     |
| Bieg na 10 000 m           | Lara Tamsett       | —          | —       | —          | —        | DNF          | DNF     |
| Maraton                    | Jess Trengrove     | —          | —       | —          | —        | 2:37:11 (SB) | 11.     |
| Maraton                    | Lauren Shelley     | —          | —       | —          | —        | 2:55:40 (SB) | 40.     |
| Maraton                    | Nikki Chapple      | —          | —       | —          | —        | 3:05:49      | 45.     |
| Maraton                    | Jane Fardell       | —          | —       | —          | —        | DNF          | DNF     |
| Bieg na 100 m przez płotki | Sally Pearson      | 12,62 (SB) | 2. Q    | 12,50 (SB) | 1. Q     | 12,50 =(SB)  | srebro  |
| Bieg na 400 m przez płotki | Lauren Boden       | 55,37      | 7. q    | 55,55      | 14.      | NQ           | NQ      |
| Chód na 20 km              | Tanya Holliday     | —          | —       | —          | —        | 1:35:18      | 45.     |
| Chód na 20 km              | Jess Rothwell      | —          | —       | —          | —        | 1:38:03      | 54.     |

#### Konkurencje techniczne
| Konkurencja    | Zawodniczka      | Eliminacje | Eliminacje | Finał      | Finał   |
| Konkurencja    | Zawodniczka      | Rezultat   | Pozycja    | Rezultat   | Pozycja |
| -------------- | ---------------- | ---------- | ---------- | ---------- | ------- |
| Rzut dyskiem   | Dani Samuels     | 62,85      | 7. q       | 62,42      | 10.     |
| Rzut oszczepem | Kimberley Mickle | 65,73 (PB) | 2. Q       | 66,60 (PB) | srebro  |
| Rzut oszczepem | Kathryn Mitchell | 62,80 (SB) | 5. Q       | 63,77 (SB) | 5.      |